# Zumbers
Zumbers és una sèrie de televisió de dibuixos animats d'infografia en 3D produït per Motion Pictures/ANERA Film i adreçat a nens en edat preescolar. S'ha doblat al català. També s'ha emès a països com Itàlia (a Rai Yoyo l'abril de 2009).

## Sinopsi
Els cinc protagonistes, cadascun amb el seu propi mitjà de transport, han de descobrir per torns les figures que es formen a partir del recorregut que recorren mentre mengen vint rosquilles, i ensenyen als nens a comptar i reconèixer objectes i animals. Els personatges no parlen i l'única veu és la d'un nen que compta els números fins a vint i que, al final del viatge, indica el nom de l'objecte que s'ha format.